# بوئینگ ایکس‌پی-۴
بوئینگ ایکس‌پی-۴ (به انگلیسی: Boeing XP-4) یک هواپیمای ساختِ بوئینگ در کشور ایالات متحده آمریکا است . این هواپیما در 1927 میلادی نخستین پرواز خود را انجام داد.